# Dicranota vritra
Dicranota vritra är en tvåvingeart som beskrevs av Alexander 1961. Dicranota vritra ingår i släktet Dicranota och familjen hårögonharkrankar. Inga underarter finns listade i Catalogue of Life.